# Luis Enrique
Luis Enrique (Gijón, 8. svibnja 1970.) španjolski je nogometni trener te bivši nogometaš koji je tijekom svoje igračke karijere igrao na poziciji veznog i napadača. Trenutačno je trener Paris Saint-Germaina.

## Igračka karijera

### Klupska karijera
Svoju nogometnu karijeru započeo je u lokalnom Sporting de Gijónu za koji je igrao do 1991. godine kada je prešao u Real Madrid za koji je igrao pet godina. S Realom je jednom osvojio La Ligu (1994./95.), Kup Kralja (1992./93.) i Supercopa de Españu (1993.) Godine 1996. besplatno prelazi u Barcelonu za koju je igrao da 2004. kada je odlučio završiti karijeru. S Barcelonom je u dva navrata osvojio La Ligu (1997./98., 1998./99.) i Kup Kralja (1996./97., 1997./98.) te jednom Supercopa de Españu (1996.), UEFA Kup pobjednika kupova (1996./97.) i UEFA Superkup (1997.).

### Reprezentativna karijera
Tijekom svoje omladinske karijere igrao je za selekcije Španjolske do 21 i 23 godine. Sa Španjolskom je 1992. godine osvojio zlatnu medalju na Olimpijskim igrama održanim u Barceloni 1992. godine.
Bio je član A selekcije Španjolske na Svjetskom prvenstvu 1994., 1998. i 2002. te na Europskom prvenstvu 1996. Za A selekciju debitirao je 17. travnja 1991. u prijateljskoj utakmici u kojoj je Španjolska izgubila od Rumunjske 0:2. Svoj prvi gol za A selekciju postigao je u utakmici osmine finala Svjetskog prvenstva 1994. protiv Švicarske koja je poražena 3:0. Dana 5. lipnja 1999. postigao je u hat-trick protiv San Marina kojeg je Španjolska dobila 9:0.

## Trenerska karijera
Godine 2008. postao je trener Barcelonine druge momčadi čiji je trener bio do 2011. U svojoj drugoj sezoni uspio je vratiti drugu momčad u Segunda División, prvi put nakon jedanaest godina. Od 2011. do 2013. vodio je Romu, a od 2013. do 2014. Celtu iz Viga.  

### Barcelona
Dana 19. svibnja 2014. preuzeo je Barcelonu. Dana 24. kolovoza 2014. Barcelona je odigrala svoju prvu natjecateljsku utakmicu od kako je Enrique preuzeo klub i to protiv Elchea kojeg je dobila 3:0. U toj utakmici debitirala su nova pojačanja Claudio Bravo, Jérémy Mathieu i Ivan Rakitić. Utakmicom protiv Paris Saint-Germaina odigrane 21. travnja 2015., Enrique je ostvario svoju 42. pobjedu u prvih 50 utakmica kao trener Barcelone, što je najveći broj pobjeda u prvih 50 utakmica za nekog trenera ovog kluba. Utakmicom protiv Atlético Madrida koji je 17. svibnja poražen 0:1, Barcelona je osvojila svoj 23. ligaški naslov i to jedno kolo prije završetka natjecanja. U finalnoj utakmici kupa Barcelona je slavila 3:1 protiv Athletic Bilbaa. Dana 6. lipnja Barcelona je istim rezultatom pobijedila Juventus u finalu UEFA Lige prvaka 2014./15. Dana 11. kolovoza Barcelona je u utakmici UEFA Superkupa pobijedila Sevillu s visokih 5:4. U sezoni 2015./16. s Barcelonom je osvojio ligu i kup, a u 2016./17. kup i superkup.

### Španjolska
Dana 9. srpnja 2018. postao je izbornik Španjolske. U prvoj utakmici od kako je postao izbornik, Španjolska je pobijedila Englesku 1:2 u utakmici UEFA Lige nacija 2018./19. U studenom 2019. ponovno je postao izbornik Španjolske nakon što je četiri mjeseca ranije odstupio s te pozicije zbog osobnih razloga. Sa Španjolskom je ispao na penale u polufinalu Europskog prvenstva od Italije. Enrique je dao ostavku nakon što je Španjolska izgubila na penale od Maroka u osmini finala Svjetskog prvenstva 2022.

### Paris Saint-Germain
Dana 5. srpnja 2023. Enrique je postao trener Paris Saint-Germaina. S klubom je potpisao dvogodišnji ugovor. Enrique je u svojoj prvoj sezoni osvojio ligu i kup te je izborio polufinale UEFA Lige prvaka. Iduće je sezone Paris Saint-Germain osvojio naslov prvaka šest kola prije kraja te dotad nije izgubio niti jednu ligašku utakmicu.

## Priznanja

### Igračka

#### Individualna
- Nagrada „Don Balón”: 1990./91.[39]
- Momčad godine prema izboru ESM-a: 1996./97.[40]
- FIFA 100[41]

#### Klupska
Real Madrid
- La Liga: 1994./95.[4]
- Copa del Rey: 1992./93.[5]
- Supercopa de España: 1993.[6]

Barcelona
- La Liga: 1997./98.,[8] 1998./99.[9]
- Copa del Rey: 1996./97.,[10] 1997./98.[11]
- Supercopa de España: 1996.[12]
- UEFA Kup pobjednika kupova: 1996./97.[13]
- UEFA Superkup: 1997.[14]

#### Reprezentativna
Španjolska do 23 godine
- Olimpijske igre: 1992.[42][43]

### Trenerska

#### Individualna
- Trener godine La Lige: 2015.[44]
- Svjetski trener godine prema izboru FIFA-e: 2015.[45]
- Najbolji klupski trener godine prema izboru IFFHS-a: 2015.[46]
- Menadžer godine prema izboru World Soccera: 2015.[47]
- Europski trener godine: 2015.
- Europski trener sezone: 2014./15.
- Trener mjeseca La Lige: svibanj 2016.[48]
- Trener sezone Ligue 1: 2024./25.[49]

#### Klupska
Barcelona
- La Liga: 2014./15., 2015./16.[24]
- Copa del Rey: 2014./15., 2015./16., 2016./17.[24]
- Supercopa de España: 2016.[24]
- UEFA Liga prvaka: 2014./15.[24]
- UEFA Superkup: 2015.[24]
- FIFA Svjetsko klupsko prvenstvo: 2015.[24]

Paris Saint-Germain
- Ligue 1: 2023./24.,[50] 2024./25.[38]
- Coupe de France: 2023./24.[51]
- Trophée des Champions: 2023.,[52] 2024.[53]

#### Reprezentativna
Španjolska
- UEFA Liga nacija (finalist): 2020./21.[54]

## Vanjske poveznice
- Luis Enrique, FC Barcelona
- Profil, BDFutbol  (engl.)
- Luis Enrique, National-Football-Teams.com ‎ (engl.)